# Prenom germànic
El prenom germànic és el nom propi usat per designar una persona a les societats antigues que s'obtenia habilitant un nom comú, un adjectiu o una expressió al·lusius a alguna característica de la persona a qui s'aplicava, o bé al que es desitjava que fos el nen o la nena quan fos gran, perquè el nom se li imposa quan encara és petit.

## Llista d'alguns prenoms d'origen germanic
- Teobald, es forma a partir dels elements theo- (home) i -bald (atrevit, valent)